# Swiss Indoors 2022
Swiss Indoors 2022 este un turneu de tenis masculin care se joacă pe terenuri dure acoperite. Este cea de-a 51-a ediție a evenimentului și face parte din seria ATP 500 a Circuitului ATP 2022. Se desfășoară la St. Jakobshalle din Basel, Elveția, în perioada 24 octombrie – 30 octombrie 2022. Este primul eveniment din 2019, evenimentele din 2020 și 2021 fiind anulate din cauza pandemiei de COVID-19.

## Campioni

### Simplu masculin
Pentru mai multe informații consultați Swiss Indoors 2022 – Simplu

### Dublu masculin
Pentru mai multe informații consultați Swiss Indoors 2022 – Dublu

## Puncte și premii în bani

### Distribuția punctelor
| Probă  | C   | F   | SF  | QF | R16 | R32 | R64 | Q  | Q2 | Q1 |
| Simplu | 500 | 300 | 180 | 90 | 45  | 20  | 0   | 10 | 4  | 0  |
| Dublu  | 500 | 300 | 180 | 90 | 0   | N/A | N/A | 45 | 25 | 0  |

### Premii în bani
| Probă  | C         | F         | SF        | QF       | R16      | R32      |
| Simplu | 399.320 € | 214.855 € | 114.505 € | 58.505 € | 31.230 € | 16.655 € |
| Dublu* | 131.170 € | 69.950 €  | 35.390 €  | 17.700 € | 9.160 €  | N/A      |

*per echipă